# 恩地食品
恩地食品株式会社（おんちしょくひん）は大阪府枚方市に本社を置く、うどん・そばなどの麺の製造をおこなう食品メーカーである。1926年創業。企業キャッチコピーは「“愛情（こころ）で育てた大阪の味”」。

## 会社概要
関西になじみの深い・うどんやそばなどの食品を製造している。基本的には関西地域限定の食品メーカーではあるが、アルミホイル製の簡易パッケージに入った「鍋焼きうどん」は同社を代表する商品として、スーパーで現在も販売され続けている。
現在では生ラーメンなどの製品も製造している。かつては同じくスーパー向けに弁当を製造していたこともあるが、現在はその分野から撤退している。
昔は関西ローカルながら、浜村淳を起用したテレビCMを放映していたことで知られ、CM最後に「あ〜 おんちかった」というのが決まりになっていた。その他、1980年代には毎日放送の制作により、西日本地域限定でテレビ放送されていた「スタジオ2時」のスポンサーを担当していたこともある。
社章は日の丸に白抜きで「おんち」の丸文字が入ったものを使用している。パスタにもきしめん風にもなる『幅広めんのひろこさん』、たこやきの入った『たこ焼きおうどん』などユニークな商品開発を行う。

## 事業所
本社・枚方工場
- 大阪府枚方市伊加賀緑町2番2号

京都工場
- 京都府八幡市岩田南野7番1号

## 主な商品
- うどん
  - 京うどん
  - 細うどん
  - きしめん
- そば
- 中華そば
- ラーメン
- 焼きそば
- ちゃんぽん
- 鍋焼きうどん
- めんつゆ
- だし